# Planta 4ª
Planta 4ª és una pel·lícula espanyola de 2003 dirigida per Antonio Mercero, basada en l'obra teatral Los Pelones d'Albert Espinosa i estrenada el 2003. Està protagonitzada per Juan José Ballesta (Miguel Ángel), Luis Ángel Priego (Izan), Gorka Moreno (Dani) i Alejandro Zafra (Jorge) i narra la història d'un grup de joves aconsegueixen amb la seva alegria desafiar el desdeny de la destinació i fer suportable la seva convalescència en la planta de traumatologia d'un hospital. Aquest grup de joves es fan dir "Los Pelones" i junts descobriran la importància de l'amistat.

## Sinopsi
Diversos adolescents d'uns quinze anys estan ingressats en la 4a planta d'un hospital, la planta de traumatologia. S'hi troben els pacients que tenen els ossos i els “pelones”, pacients amb càncer ossi, que són sotmesos a diferents tractaments i perden el pèl i fins i tot alguna extremitat. Jorge ha estat ingressat a conseqüència d'un accident de trànsit i els doctors tracten d'esbrinar si aquella taca de la radiografia és un signe d'un càncer. Mentrestant, els altres adolescents: Miguel Ángel, Izan i Dani, intenten introduir-ho en el seu grup d'amics, primer moguts per la necessitat de comptar amb un nou jugador per a l'equip de bàsquet en cadira de rodes, però després, per sintonia i amistat. El llargmetratge fa un recorregut pels diferents episodis que els succeeixen a l'interior de l'hospital, des de les situacions habituals com els exercicis de rehabilitació i els menjars, passant per les escapades per les diferents sales de l'edifici, les bromes a infermeres i l'humor entre companys, els banys de sol a la terrassa a l'aguait d'una model que s'imaginen en les seves ments, els partits de bàsquet…, fins a arribar a convertir els passadissos en competicions de carreres de cadires de rodes. S'alternen episodis tràgics amb uns altres més alegres, com succeeix amb la pèrdua del seu amic Pepino i, per contra, amb els resultats satisfactoris de les anàlisis de Jorge.

## Repartiment
- Juan José Ballesta - Miguel Ángel.
- Luis Ángel Priego - Izan.
- Gorka Moreno - Dani.
- Marco Martínez - Francis.
- Marcos Cedillo - Pepino.
- Maite Jauregui - Gloria.
- Diana Palazón - Enfermera Esther.

## Idea original
La idea original d'aquest film va sorgir a partir d'una obra teatral anomenada Los Pelones, escrita per Albert Espinosa i estrenada a Barcelona l'any 1994. Albert va patir càncer als catorze anys, li van haver d'amputar una cama i va créixer a l'hospital. Així, l'autor va plasmar de manera autobiogràfica la seva vida en aquesta obra teatral, que posteriorment es convertiria en un llargmetratge audiovisual.

## Premis
Al Festival de Cinema de Mont-real 2003, del Canadà, va aconseguir diversos premis: Premi al Millor Director i Premi del Públic. En la VI Edició del Festival de Cinema de Màlaga (2003) va aconseguir lEsment Especial del jurat als seus joves intèrprets.
En la Mostra de Cinema del Mediterrani (València) va guanyar el Premi del Públic. A més, en la XII Edició dels Premis El Mundo Al Cinema Basc va assolir premi a Millor guió original. Fou nominada Millor pel·lícula al XVIII Premis Goya (2004).